# San Marcello
San Marcello is een gemeente in de Italiaanse provincie Ancona (regio Marche) en telt 1982 inwoners (31-12-2004). De oppervlakte bedraagt 25,5 km², de bevolkingsdichtheid is 78 inwoners per km².

## Demografie
San Marcello telt ongeveer 730 huishoudens. Het aantal inwoners steeg in de periode 1991-2001 met 7,0% volgens cijfers uit de tienjaarlijkse volkstellingen van ISTAT.
| Jaar | Inwoneraantal |
| ---- | ------------- |
| 1991 | 1805          |
| 2001 | 1931          |

## Geografie
San Marcello grenst aan de volgende gemeenten: Belvedere Ostrense, Jesi, Maiolati Spontini, Monsano, Monte San Vito, Morro d'Alba.
Agugliano · Ancona · Arcevia · Barbara · Belvedere Ostrense · Camerano · Camerata Picena · Castel Colonna · Castelbellino · Castelfidardo · Castelleone di Suasa · Castelplanio · Cerreto d'Esi · Chiaravalle · Corinaldo · Cupramontana · Fabriano · Falconara Marittima · Filottrano · Genga · Jesi · Loreto · Maiolati Spontini · Mergo · Monsano · Monte Roberto · Monte San Vito · Montecarotto · Montemarciano · Monterado · Morro d'Alba · Numana · Offagna · Osimo · Ostra · Ostra Vetere · Poggio San Marcello · Polverigi · Ripe · Rosora · San Marcello · San Paolo di Jesi · Santa Maria Nuova · Sassoferrato · Senigallia · Serra San Quirico · Serra de' Conti · Sirolo · Staffolo
1. ↑  https://demo.istat.it/?l=it.